# Olimpo de Bahía Blanca
Olimpo de Bahía Blanca (eller bara Olimpo) är en argentinsk sportklubb från staden Bahía Blanca i provinsen Buenos Aires. Klubben skapades den 15 oktober 1910 och dess huvudsakliga sportgrenar är basket och fotboll.